# Sparganothis albicaudana
Sparganothis albicaudana är en fjärilsart som beskrevs av August Busck 1915. Sparganothis albicaudana ingår i släktet Sparganothis och familjen vecklare. Inga underarter finns listade i Catalogue of Life.